# MUTOH ReViPS
ReViPSは武藤工業株式会社が発売しているデータコンバータソフトウェア。
ReViPS  という製品名は、そのソフトがDXFに対して持つ機能の、Repair、Edit、Viewer、Print、Saveから命名された。

## 概要
従来のDXF変換ソフトは、「特定CAD用ファイル→DXF」や、「DXF→特定CAD用ファイル」のデータ変換を行うソフトが主だった。
前者では、そのソフトのDXF作成能力が低かったり、変換時のシステムトラブルにより、不正フォーマット箇所を含むDXFファイルの作られることがあった。
後者では、DXFファイルに不正フォーマット箇所があったり、そのソフトのDXF読解能力が低かったりすると、変換エラーが起きて全く結果が得られなかったり、変換結果に図形変形や図形欠落が起きることがあった。
そこで、新たな概念「DXF→DXF変換」に基づき、次の機能を目的として作られたアプリケーションソフト。
1. 元のDXFファイルが表すべき図形の画面表示は保ったまま、よりシンプルなDXF要素を使ったデータ表現に書き換える。
2. フォーマットの不正箇所を自動修正や自動削除することで、変換エラー無しにする。

この機能を使い、DXFファイルをシンプルな要素によるデータ表現や、正しいフォーマットに書き換えることで、手持ちのDXF変換ソフトの改訂や修正が行われなくても、データ変換できるようになった。